# Base de données des élites suisses
La base de données des élites suisses est une base de données biographiques maintenue par l'Observatoire des élites suisses (OBELIS) de la faculté des sciences sociales et politiques de l'Université de Lausanne.

## Histoire
OBELIS mène différents projets de recherche financés par le Fonds national suisse de la recherche scientifique. Ces projets se fondent sur une même base de données cumulative, la base de données des élites suisses, qui contient des informations sur environ 40 000 personnes appartenant aux élites politiques, économiques, administratives et académiques depuis le début du XXe siècle.
La base est créée en 2015.

## Description
La base de données contient des informations biographiques pour chacun des individus documentés. 
- L'élite politique comprend les membres du Conseil fédéral et de l'Assemblée fédérale, les conseillers d'État des vingt-six cantons, des membres des exécutifs des quatre plus grandes villes suisses (Zurich, Berne, Genève et Lausanne) et les membres des comités centraux des principaux partis politiques[1].
- L'élite économique est formée des dirigeants des 110 plus grandes entreprises suisses, notamment le président, les membres du conseil d'administration et le directeur général, des membres du conseil d'administration des sept plus importantes associations économiques faîtières, dont l'Association suisse des banquiers, l'Union patronale suisse, l'Union suisse des paysans et l'Union syndicale suisse[1], ainsi que des personnes étrangères appartenant à l'élite transnationale[réf. nécessaire].
- L'élite administrative est formée par les chanceliers et vice-chanceliers de la Confédération, les secrétaires généraux des départements fédéraux et leurs adjoints, les directeurs des offices fédéraux, les membres du directoire de la Banque nationale suisse et les membres du Tribunal fédéral[1].
- L'élite académique comprend tous les professeurs ordinaires et extraordinaires des universités suisses (Bâle, Berne, Fribourg, Genève, Lausanne, Lucerne, Neuchâtel, Saint-Gall, Université de la Suisse italienne et Zurich) et des écoles polytechniques fédérales de Zurich et Lausanne jusqu'en 2000, puis un échantillon plus restreint pour la période qui suit[1].

Elle est constituée d'une base publique en ligne et d'une base hors ligne tournant sur FileMaker Pro, qui contient davantage d'informations.